# Valdefresno
Valdefresno is een gemeente in de Spaanse provincie León in de regio Castilië en León met een oppervlakte van 102,54 km². Valdefresno telt 2.158 inwoners (1 januari 2016).